# Gliese 581 g
Gliese 581 g o bé Gl 581 g és un dels com a mínim sis planetes extrasolars que orbiten al voltant de l'estrella nana roja Gliese 581 de tipus M3V. Està situat a la constel·lació de la Balança, a uns vint anys llum de distància. Pertany a un sistema planetari amb altres planetes.
El planeta es troba a la zona d'habitabilitat de la seva estrella, i hi ha força probabilitat de presència d'aigua a la seva superfície. El seu descobriment es produí al setembre de 2010, i hi ha indicis que permeten pensar que es tracta del primer exoplaneta semblant a la Terra i candidat potencial a albergar vida.
Tot i això, d'altres equips posen en dubte l'existència del planeta, pel que el seu descobriment encara no es pot donar per confirmat.

## Descobriment
El planeta fou detectat per un grups d'astrònoms dirigits per l'investigador Steven Vogt, professor d'astronomia i astrofísica de la universitat de Califòrnia. El descobriment es produí usant mesuraments de velocitat radial combinant 11 anys de dades de l'HIRES i el HARPS. Es pensa que el planeta pot tenir una massa de tres o quatre vegades la Terra i el període orbital una mica per sota del 37 dies.
L'equip de Steven Vogt ha anomenat no oficialment el planeta amb el nom de "Zarmina"en honor de la dona de Steven Vogt.
El descobriment d'un planeta habitable tan d'hora en les recerques d'exoplanetes, quan els científics tan sols han monitorat un relativament petit nombre d'estrelles, podria significar que aquests tipus de planetes estan més estesos que el que es pensava. Vogt pensa que la ràtio de sistemes amb planetes habitables està entre el 10%—20%.